# Federal Reserve Bank of Saint Louis

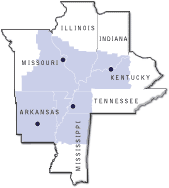
Det åttonde distriktet som Saint Louis Fed har hand om.

Federal Reserve Bank of Saint Louis, kallas Saint Louis Fed,  är en regional centralbank inom USA:s centralbankssystem Federal Reserve System. De har ansvaret för det åttonde distriktet i centralbankssystemet, vilket innebär att de har ansvaret för hela delstaten Arkansas samt delar av delstaterna Illinois, Indiana, Kentucky, Mississippi, Missouri och Tennessee. Saint Louis Fed använder sig av bokstaven H och siffran 8 för att identifiera sig på de dollar-sedlar som används i distriktet. De har sitt huvudkontor i Saint Louis i Missouri och leds av Alberto G. Musalem.

## Historik
Federal Reserve System har sitt ursprung från den 23 december 1913 när lagen Federal Reserve Act signerades av USA:s 28:e president Woodrow Wilson (D). Den 2 april 1914 meddelade Federal Reserve System att distrikten var bestämda och var de regionala centralbankerna skulle vara placerade. Den 18 maj grundades samtliga tolv regionala centralbanker medan den 16 november öppnades dessa officiellt.

## Ledare
Källa: 
* = Ordförande för Federal Reserve System.
|             | Person                       | Period    |
| ----------- | ---------------------------- | --------- |
| Bankchefer  |                              |           |
|             | Rolla Wells                  | 1914–1919 |
|             | David C. Biggs               | 1919–1928 |
|             | William McChesney Martin Sr. | 1928–1936 |
| Presidenter |                              |           |
|             | William McChesney Martin Sr. | 1936–1941 |
|             | Chester C. Davis             | 1941–1951 |
|             | Delos C. Johns               | 1951–1962 |
|             | Harry A. Shuford             | 1962–1966 |
|             | Darryl R. Francis            | 1966–1976 |
|             | Lawrence K. Roos             | 1976–1983 |
|             | Theodore H. Roberts          | 1983–1984 |
|             | Thomas C. Melzer             | 1985–1998 |
|             | William Poole                | 1998–2008 |
|             | James Bullard                | 2008–2023 |
|             | Kathleen O’Neill             | 2023–2024 |
|             | Alberto G. Musalem           | 2024–     |